# Chris Sununu
Christopher Thomas Sununu, detto Chris (Salem, 5 novembre 1974), è un politico statunitense, governatore del New Hampshire dal 2017 al 2025.

## Biografia
Nato e cresciuto a Salem, nel New Hampshire, Sununu è figlio di John H. Sununu, governatore del New Hampshire dal 1983 al 1989 e capo di gabinetto della Casa Bianca sotto la presidenza di George H. W. Bush. La sua ascendenza paterna ha origini palestinesi di appartenenti alla chiesa ortodossa di Gerusalemme, mentre ciò, alcuni membri della sua famiglia erano originari di Beirut. La madre, invece, aveva ascendenze britanniche, in particolare irlandesi e scozzesi.
Nel 1993 si diploma alla Thomas Jefferson High School for Science and Technology in Virginia e successivamente, nel 1998, si laurea in ingegneria civile e ambientale al Massachusetts Institute of Technology.

### Carriera professionale
Dal 1998 al 2006 Sununu ha lavorato come ingegnere ambientale nei sistemi di progettazione per la pulizia dei rifiuti urbani, in particolare negli impianti di depurazione e nelle discariche.
Dal 2006 al 2010 è stato proprietario di un'azienda familiare e di gruppo di consulenza strategica ad Exeter.
Nel 2010 ha guidato un gruppo di investitori nel buyout del Waterville Valley Resort, una stazione sciistica nel nord del New Hampshire, all'interno del quale ha lavorato come amministratore delegato e guida attualmente uno sforzo di espansione della stazione sciistica, in collaborazione con la United States Forest Service. Si è concentrato principalmente per lo sviluppo immobiliare locale, nazionale ed internazionale, e per le acquisizioni aziendali.

## Carriera politica
Nel 2010 Sununu è stato eletto consigliere esecutivo del New Hampshire per il 3º distretto ed è entrato in carica nel 2011. Nel 2014 è stato rieletto al suo terzo mandato come consigliere.

### Governatore del New Hampshire (2017- )

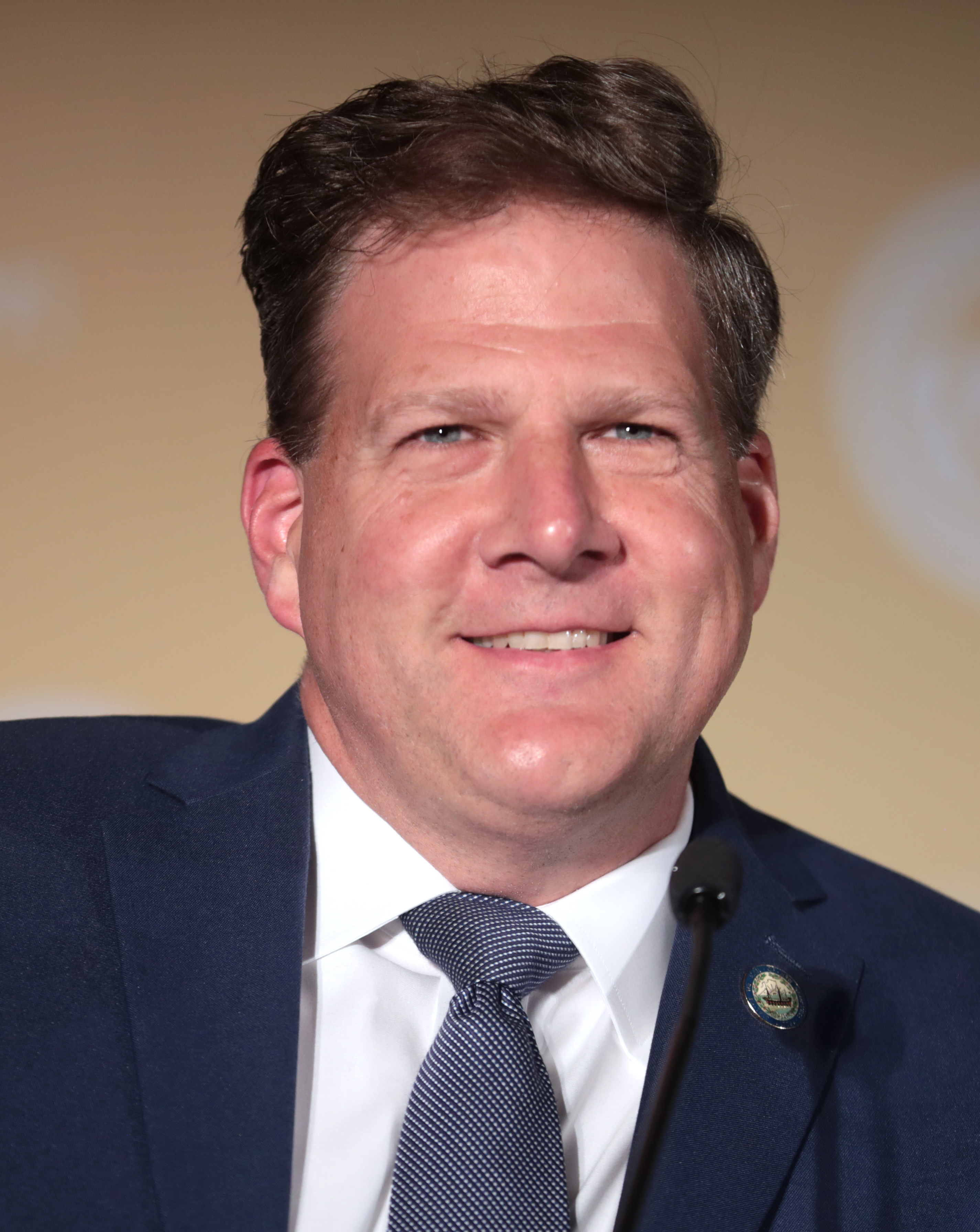
Chris Sununu nel 2022.

Nel 2015 ha annunciato la sua candidatura a Governatore del New Hampshire in vista delle elezioni governative dell'anno successivo, in cui è stato poi eletto, prevalendo sul del Partito Democratico Colin Van Ostern. Assume le funzioni di Governatore nel gennaio 2017. 
Fu poi riconfermato per altri tre mandati negli anni 2018, 2020 e 2022.

## Posizioni politiche
Chris Sununu si definisce ed è considerato un repubblicano moderato (come molti colleghi di partito della costa est degli Stati Uniti), conservatore fiscale e socialmente moderato.

### Economia
Chris Sununu si è opposto all'imposta del 5% del New Hampshire sui dividendi e sugli interessi attivi. Dopo la sua rielezione nel 2020 ha chiesto alla maggioranza repubblicana neoeletta alla Camera e al Senato del New Hampshire di approvare una legge che elimini gradualmente tale imposta entro il 2026, affermando che andrebbe a svantaggiare ingiustamente gli anziani che vivono di questi tipi di reddito e dei loro conti pensionistici.
Il Governatore del New Hampshire Sununu ha anche cercato di ridurre leggermente altre tasse e di istituire uno sgravio sui prestiti studenteschi per coloro che si dedicavano all'assistenza sanitaria e al lavoro sociale.
Sununu ha sostenuto tagli fiscali per le imprese e una riduzione delle tasse sulla proprietà. Dopo le elezioni di medio termine del 2018, che hanno dato ai democratici il controllo della legislatura del New Hampshire, Sununu ha promesso di porre il veto alla loro proposta di creare un’imposta statale sul reddito più ampia, così come molte altre nuove imposte statali.
Sununu ha firmato un disegno di legge che rende più facile per le strutture mediche ottenere la licenza per curare i veterani dell'US Army. Si è anche opposto al piano repubblicano di assistenza sanitaria del Senato nel 2017, affermando che la proposta avrebbe un impatto negativo su Medicaid e sui servizi di assistenza alle dipendenze nello stato.
Sununu ha istituito 27 "zone di opportunità" del New Hampshire per ricevere agevolazioni fiscali dal governo federale per le aree a basso reddito.

### Diritti sociali

#### Aborto
Sununu ha dichiarato di essere totalmente a favore del diritto d'aborto, ma si ritiene contrario al pagamento di finanziamenti da parte dei contribuenti. Da Governatore, Sununu ha nel 2018 dichiarato che sosteneva la sentenza Roe v. Wade, e di nuovo nel 2022, quando alcune notizie ipotizzavano un ribaltamento della suddetta sentenza da parte della Corte Suprema, Sununu ha dichiarato:" Sono un Governatore favorevole alla scelta". In un'intervista nel 2024, Sununu ha definito "spaventosa" una sentenza della Corte Suprema dell'Alabama che definisce personalità giuridica agli embrioni congelati.

#### Immigrazione
Durante un dibattito nell'ambito delle elezioni governatoriali del 2016, Sununu ha affermato di essere contrario all'insediamento di 10.000 rifugiati siriani negli Stati Uniti. Nel 2017, Sununu ha firmato il disegno di legge 12 del Senato, che ha promulgato il mantenimento costituzionale nel New Hampshire. Nel 2018, tuttavia, Sununu ha dichiarato che si sarebbe rifiutato di inviare la Guardia Nazionale del New Hampshire al confine tra Stati Uniti e Messico per far rispettare la politica stringente e ostile di Trump nei confronti degli immigrati privi di documenti.

#### Diritti LGBT
Sununu è considerato un sostenitore della Comunità LGBT, e ha infatti parlato ad una convention dei Repubblicani di orientamento LGBTQ+. Sununu da Governatore ha portato avanti diverse leggi volte ad ampliare i diritti della comunità in New Hampshire: Ha infatti acconsentito ad una legge contro la discriminazione in luoghi professionali e pubblici e una differente legge che vieta ai minorenni di sottoporsi a trattamenti per il cambio di sesso. Nel 2019 ha inoltre appoggiato, senza comunque la sua firma, una legge che introduce l'opzione "Non binario" nelle patenti di guida in New Hampshire.

### Sununu e Trump
Nel 2016 Sununu è emerso come uno dei sostenitori di Donald Trump, e come tale è rimasto per tutta la presidenza: nel 2019 è arrivato a dichiarare di essere "un ragazzo di Trump in tutto e per tutto". Nelle presidenziali 2020 Sununu ha votato per Trump, a differenza dei colleghi di partito e governatori Baker, Hogan e Scott, tutti del Nord-est, che hanno dichiarato di non votare per il tycoon. A seguito dell'Assalto al Campidoglio degli Stati Uniti d'America del 2021, Sununu ha da subito condannato aspramente il Presidente Donald Trump e ha riconosciuto la vittoria di Joe Biden: dal 2021 Sununu ha assunto posizioni aspramente critiche nei confronti del tycoon.
Sununu ha dichiarato il suo sostegno alla candidata Nikki Haley alle primarie repubblicane del 2024. Nel 2023 ha comunque dichiarato che se il nominato alle primarie repubblicane del 2024 fosse Donald Trump, egli lo voterebbe. Sununu ha invitato tutti i candidati minori alle primarie repubblicane del 2024 a farsi da parte per evitare una dispersione di voti che favorirebbe il tycoon. Nel 2024, Sununu si è espresso con termini durissimi riferendosi a Donald Trump in un vertice governatoriale convocato dalla testata Politico. Sununu ha infatti dichiarato "Non sarà la sua festa per sempre. Giusto? Semplicemente non lo farà. Ad un certo punto, Donald Trump non sarà qui per sempre", aggiungendo poi "Lasciamelo dire in un modo diverso: gli st***zi vanno e vengono. Ma l’America è qui per restare”.

## Vita privata
Sununu è sposato e ha tre figli, con cui vive tuttora a Newfields.
Suo fratello maggiore, John Edward, è anch'egli politico, ricoprendo la carica di senatore del New Hampshire dal 2003 al 2009.